# Sanford and Son
Sanford and Son foi uma sitcom norte-americana estrelando Redd Foxx, considerada uma das séries de televisão de maior sucesso nos anos 70. Foi transmitida originalmente pela rede de televisão NBC entre 14 de janeiro de 1972 e 25 de março de 1977, com um total de 136 episódios em 6 temporadas. O programa já foi transmitido em diversos países.